# Compañía de María para la Educación de los Sordomudos
La Compañía de María para la Educación de los Sordomudos o Sociedad de María, (en Latín Societas Mariae pro Educatione Surdorum et Mutorum) es en la actualidad un instituto religioso masculino  de derecho pontificio: los miembros de esta congregación clerical posponen a su nombre las siglas S.M.

## Historia breve
El instituto fue fundado en 1840 en Verona por el sacerdote italiano Antonio Provolo (1801-1842) con la aprobación verbal del obispo de Verona Pietro Aurelio Mutti: dedicado a la formación de la juventud del 1830, el padre Provolo decidió que se dedicara exclusivamente a la educación de los sordomudos usando, primero en Italia, el método oral así como el mímico-gestual.
El fundador, fallecido prematuramente, no dejó reglas escritas y fue su sucesor en la guía de la familia religiosa, Luigi Maestrelli en la rama masculina, quien redactó las primeras constituciones de la compañía y Fortunata Gresner en la rama femenina.
La congregación fue aprobada ad experimentum por la Santa Sede el 31 de julio de 1857 y definitivamente el 3 de agosto de 1937.
En 1950 se realizó la separación de las ramas masculina y femenina de la congregación recibiendo esta última la aprobación definitiva de la Santa Sede el 1-1-1984.

## Actividades y difusión
Los religiosos de la Compañía se dedican a la asistencia y educación de sordomudos.
La sede generalicia se encuentra en Verona.
Al 31 de enero de 2005, el instituto contaba con 3 casas y 27 miembros de los que 13 eran sacerdotes.